# Улица Гетмана Павла Скоропадского (Киев)
Улица Гетмана Павла Скоропадского — улица в Шевченковском районе Киева. Пролегает от площади Украинских Героев до железнодорожного путепровода (продолжением является улица Митрополита Василия Липковского).
Примыкают улицы Большая Васильковская, Евгения Чикаленко, Антоновича, Терещенковская, парк им. Т. Шевченко, Владимирская, Тарасовская, Паньковская, Никольско-Ботаническая, Назаровская, Саксаганского, Жилянская, Семьи Праховых.

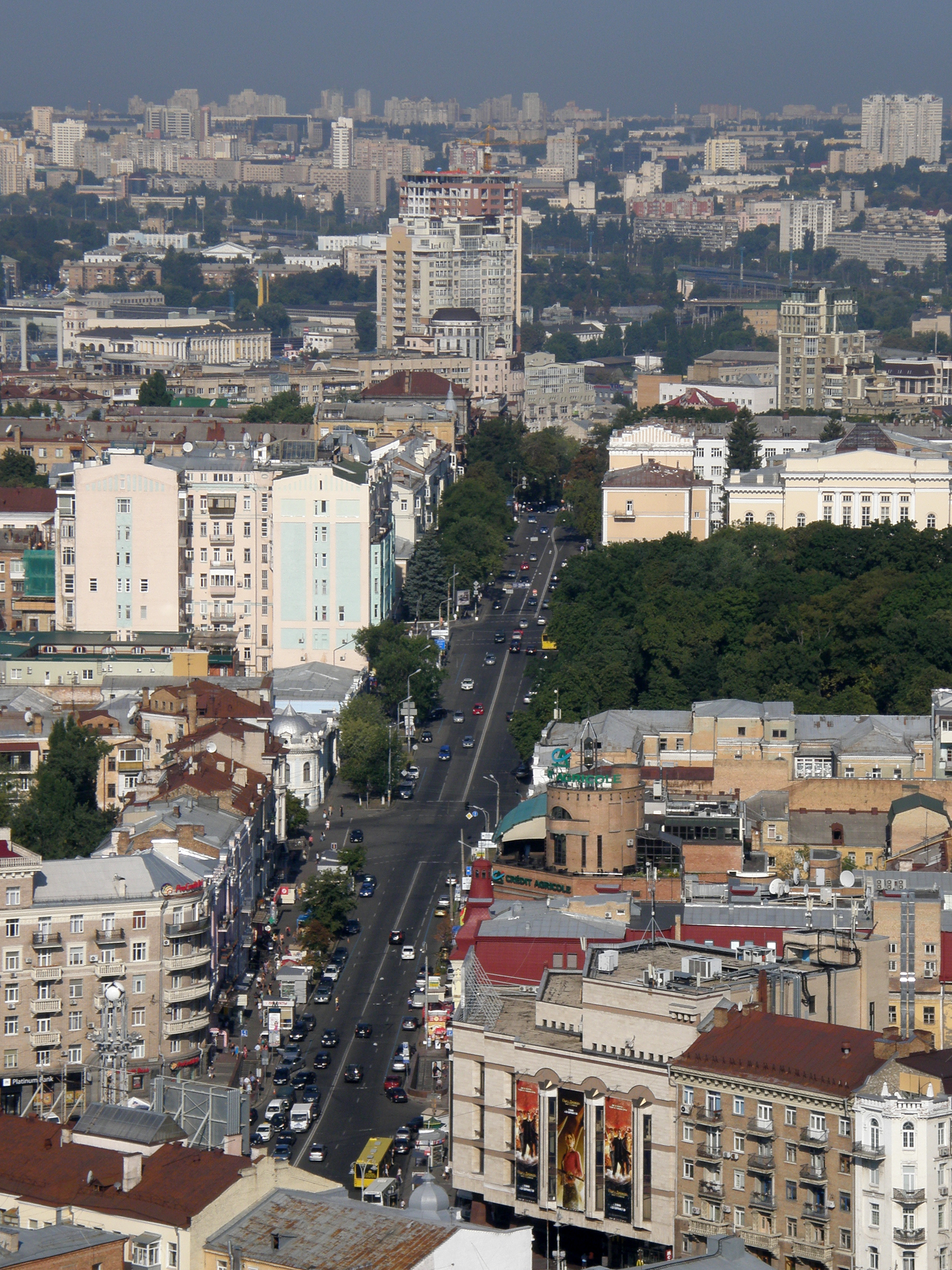

## История
Возникла в 1850-е годы, тогда же получила название Шулявская, поскольку пролегала в сторону местности Шулявка.
В 1891 году была переименована в Караваевскую в честь 50-летия университетской деятельности известного учёного и медика Владимира Караваева (1811—1892), одного из основателей медицинского факультета киевского Императорского университета св. Владимира. В. А. Караваеву с 1850-х гг. принадлежал участок № 13 (первоначальная застройка не сохранилась) на ул. Шулявской. Одновременно с улицей название Караваевской получила ранее безымянная площадь в начале улицы (ныне площадь Льва Толстого).
В 1909 году по улице проложена трамвайная линия в сторону Соломенки (существовала до 1987 года).
В 1920 году Караваевскую улицу по инициативе общества памяти Льва Толстого (действовало в 1919—1922 годах при библиотеке-читальне в д. №23 на ул. Караваевской), переименовали в Толстовскую (Л.Толстой приезжал в Киев в июне 1879 г., в д. №9 по Караваевской улице проживала младшая сестра его жены Т. А. Кузминская, прототип Наташи Ростовой в романе «Война и мир»). В 1926 улица стала называться улицей Толстого. В 1939 году Караваевская площадь в начале улицы была также переименована в площадь Толстого, а с 1944 года улица и площадь носят название улица Льва Толстого и площадь Льва Толстого.
23 марта 2023 года была переименована в улицу Гетмана Павла Скоропадского.

## Транспорт
- Троллейбусы 3, 12, 14 (по ул. Саксаганского), 5, 7, 8, 9, 17, 93Н
- Автобусы 5, 69, 137Н (по ул. Саксаганского)
- Станция метро «Площадь Украинских Героев»
- Станция метро «Университет»
- Станция метро «Вокзальная»

## Памятники архитектуры, исторически и архитектурно значительные сооружения

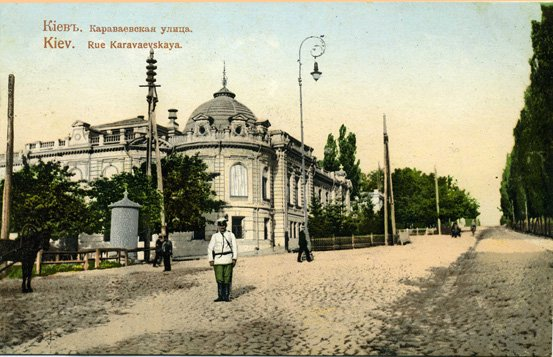
Перекресток Караваевской и Кузнечной улиц с особняком А. Н. Терещенко, ок. 1900 г.

- № 7 (конец ХІХ — начало ХХ ст., бывший особняк семьи Терещенко);
- № 9 (середина ХІХ ст.);
- № 11/61 (1911—1912);
- № 14 (1847, метеорологическая станция университета);
- № 57 (2009—2012), небоскрёб «101 Tower».

Также историческую и архитектурную ценность имеют дома № 1, 3, 5, 8, 12, 12, 13, 14, 15, 17, 23, 27, 29, 41, 43, 55, 59.

## Персоналии
В здании № 15 в течение 1941—1942 годов проживал Олег Кандыба (Ольжич), а также в разное время проживали Григорий Верёвка, Михаил Старицкий.
В не сохранившемся комплексе зданий на углу улиц Караваевской и Кузнечной располагались редакция и типография газеты «Киевлянин» и проживали её главные редакторы.
В до сих пор существующей фотостудии по адресу 17а в 1958 году начинал трудовую деятельность советский фотограф, ведущий фоторепортёр РАТАУ — ТАСС, член Союза журналистов Украины и СССР Александр Бормотов (1926—2001).
В литературе бытовало мнение, что в здании № 9 в 1879 году во время своего единственного визита в Киев останавливался Лев Толстой; однако в действительности он жил в Киево-Печерской лавре. В доме № 9 по Караваевской улице в 1890-х годах проживала младшая сестра его жены Т. А. Кузминская, прототип Наташи Ростовой в романе «Война и мир»; С. А. Толстая приезжала к ней в гости в апреле 1895, июле 1898, феврале и августе 1899.